# Topologische K-theorie
In de wiskunde, is topologische K-theorie een deelgebied van de algebraïsche topologie. Het werd ontwikkeld om vectorbundels op algemene topologische ruimten te bestuderen door middel van ideeën die nu erkend worden als (algemene) K-theorie, die werd geïntroduceerd door Alexander Grothendieck. Het vroege werk op het gebied van de topologische K-theorie is te danken aan Michael Atiyah en Friedrich Hirzebruch.